# Castiarina deuqueti
Castiarina deuqueti es una especie de escarabajo del género Castiarina, familia Buprestidae. Fue descrita científicamente por Carter en 1927.